# آناتولی آرتسبارسکی
آناتولی آرتسبارسکی (به انگلیسی: Anatoly Artsebarsky) فضانورد اهل کشور اوکراین است که در ۹ سپتامبر ۱۹۵۶ در پروسیانا زاده شد. وی در مأموریت سایوز تی‌ام-۱۲، میر ئی‌او-۹ حضور داشته است.